# 短痣蚜科
短痣蚜科（Anoeciidae）是蚜總科下的一個科，其下的蚜蟲生活在地底，以植物根莖的汁液為食。